# آفریکانیوز
آفریکانیوز (انگلیسی: Africanews) یک شبکهٔ خبری در پوینته نویر در جمهوری کنگو است. این شبکهٔ خبری زیرمجموعه‌ای از شبکهٔ ساکن در فرانسهٔ یورونیوز است و کار خود را از ۲۰ آوریل ۲۰۱۶ به صورت برخط، تلویزیونی، و ماهواره‌ای آغاز کرده‌است. اتاق خبر آن ۳۰ خبرنگار و حدود ۵۵ کارمند فنی دارد.

## پخش
در حال حاضر آفریکانیوز به زبان‌های انگلیسی و فرانسوی برنامه پخش می‌کند و زیرنویس‌های آن دوزبانه هستند. این شبکه تصمیم دارد که بیشتر جمعیت قارهٔ آفریقا را پوشش دهد و انتشار محتوا به زبان‌های عربی، سواحلی، و پرتغالی در برنامه‌های آن است.
آفریکانیوز در ۳۳ کشور آفریقای سیاه پخش می‌شود و به وسیلهٔ تلویزیون ماهواره‌ای و شبکه‌های تلویزیون دیجیتال زمینی، در ۷۱٫۱۳ میلیون خانه در دسترس است.